# Думанюк, Артур Романович
Арту́р Рома́нович Думаню́к (укр. Артур Романович Думанюк; 15 ноября 1996, Борщёв) — украинский футболист, полузащитник клуба «Кудровка».

## Клубная карьера
Артур Думанюк родился 15 ноября 1996 года в городе Борщёв. Первые шаги в футболе сделал в местной детско-юношеской спортивной школе. С 2009 по 2010 год проходил обучение в академии львовских «Карпат», после чего продолжил развитие в Днепропетровском высшем училище физической культуры (ДВУФК), где выступал с 2010 по 2014 год.
После окончания ДВУФК начал карьеру в чемпионате Тернопольской области, защищая цвета клуба «Борщёв» в 2014 году, а затем команды КАМ (село Бурдяковцы), с которой стал бронзовым призёром областного первенства 2015 года.
В 2016 году перешёл в клуб «Агробизнес», где в течение шести сезонов сыграл ключевую роль в защите команды. Вместе с клубом прошёл путь от любительских соревнований до Первой лиги Украины. В составе «Агробизнеса» провёл более 100 матчей, отличившись тремя забитыми мячами.
В 2023 году перешел в ЮКСУ, выступающую во Второй лиге.
С 2024 года выступает за клуб «Кудровка». 3 августа 2025 года дебютировал в Премьер-лиге в матче против «Александрии».